# Prototheora malawiensis
Prototheora malawiensis là một loài bướm đêm thuộc họ Prototheoridae. Loài này có ở Malawi.